# Édouard Brunard (1843-1914)
Pour les articles homonymes, voir Brunard.
 Édouard Hubert Frédéric Brunard , né à Bruxelles, le 10 juin 1843 et mort dans cette ville le 19 décembre 1914 est un  industriel et homme politique belge francophone libéral.

## Biographie
Édouard Brunard est élu sénateur suppléant de l'arrondissement de Nivelles en 1912, remplaçant Ferdinand Charlot, décédé en 1913,,.